# I Missed Flight 93
I Missed Flight 93 er en amerikansk dokumentarfilm, der fortæller om tre personer der ikke nåede at komme om bord på United Airlines' flynummer 93, som der blev kapret under terrorangrebet den 11. september 2001.
Oprindeligt blev filmen sendt på History Channel omkring begyndelsen af 2006. Dokumentaren fokuserer på tre personer, der ikke nåede at komme om bord på Flight 93. Den første interviewede var forretningsmnanden Frank Robertazzi, den anden var maleren Daniel Belardinelli, og den tredje var Heather Ogle.